# Sigourney
Sigourney è una città degli Stati Uniti d'America, situata nello Stato dell'Iowa, nella Contea di Keokuk, della quale è il capoluogo.